# Lago Tekapo
Il lago Tekapo è un lago morenico della Nuova Zelanda, si trova nel Distretto di Mackenzie della regione di Canterbury, nell'Isola del Sud.